# Juncus wallichianus
Juncus wallichianus är en tågväxtart som beskrevs av Jacques Étienne Gay och Jean Jacques Charles de Laharpe. Juncus wallichianus ingår i släktet tåg, och familjen tågväxter. IUCN kategoriserar arten globalt som livskraftig. Inga underarter finns listade i Catalogue of Life.